# 托爾托曼鄉
44°21′0″N 28°13′0″E / 44.35000°N 28.21667°E
托爾托曼鄉（羅馬尼亞語：Comuna Tortoman, Constanța），是羅馬尼亞的鄉份，位於該國西南部，由康斯坦察縣負責管轄，面積99平方公里，海拔高度54米，2007年人口1,756，人口密度每平方公里18人。